# Ласепед, Бернар Жермен
Бернар Жермен Этьен де ла Виль, граф де Ласепед (фр. Bernard Germain Étienne de Laville-sur-Illon, comte de Lacépède (parfois appelé de la Cépède), 1756—1825) — французский ихтиолог и государственный деятель.

## Биография
По рекомендации Бюффона и Добантона, был сделан надзирателем в естественноисторическом кабинете королевского сада.
После революции он стал профессором естественной истории — депутатом Законодательного собрания (1791), затем сенатором, великим канцлером ордена Почётного легиона, в 1809 году министром, а по возвращении Бурбонов — пэром Франции.
Из его естественноисторических сочинений, которые собраны Демаре (11 томов, П. 1826—1833), важнейшие:
- «Histoire quadrupèdes ovipares et des serpents» (4 т., Париж, 1788—1789);
- продолжение Бюффоновской «Histoire naturelle des reptiles» (2 т., Париж, 1788);
- «Histoire nat. des poissons» (5 т., Париж, 1798—1805 — важная в своё время работа);
- «Hist. nat. des cétacées» (Париж, 1804).

Он написал также несколько романов, музыкальных пьес и «Poétique de la musique» (Париж, 1785).
После смерти его вышли «Hist. natur. de l’homme» (Париж, 1827), с «Eloge» автора (составл. Кювье), и «Les âges de la nature» (П. 1830).
Бернар Ласепед был масоном, и входил в масонскую ложу «Девять сестёр».

## Избранные труды
- Essai sur l'électricité naturelle et artificielle (1781).
- Physique générale et particulière (1782—1784).
- Théorie des comètes, pour servir au système de l'électricité universelle (1784).
- La poétique de la musique (1785).
- Histoire naturelle des quadrupèdes ovipares et des serpens (1788—1789).
- Vues sur l’enseignement public (1790).
- Histoire naturelle des poissons (1798—1803).
- Tableau des divisions, sous-divisions, ordres et genres des mammifères (1798).
- La Ménagerie du Muséum national d’histoire naturelle (1801).
- Histoire naturelle des cétacées (1804).
- Ellival et Caroline (1816).
- Charles d’Ellival et Alphonsine de Florentino (1817).
- Vue générale des progrès de plusieurs branches des sciences naturelles, depuis la mort de Buffon… (1818)